# La Bréole
La Bréole era una comuna francesa situada en el departamento de Alpes de Alta Provenza, de la región de Provenza-Alpes-Costa Azul, que el 1 de enero de 2017 pasó a ser una comuna delegada de la comuna nueva de Ubaye-Serre-Ponçon al fusionarse con la comuna de Saint-Vincent-les-Forts.

## Demografía
| Gráfica de evolución demográfica de La Bréole entre 1800 y 2014 |
|                                                                 |

Los datos demográficos contemplados en este gráfico de la comuna de La Bréole se han cogido de 1800 a 1999 de la página francesa EHESS/Cassini, y los demás datos de la página del INSEE.